# Юніорс (футбольний клуб)
«Юніорс» (нім. Juniors) — австрійський футбольний клуб з міста Пашинг. Заснований 16 травня 2007 року як ФК «Пашинг». Домашні матчі команда проводить на стадіоні «Вальтштадіон».
Протягом 2014—2017 років був фарм-клубом клубу ЛАСК з Лінца і виступав під назвою «ЛАСК Юніорс». 2018 року після підвищення в класі до другого австрійського дивізіону клуб змінив назву на просто «Юніорс», хоча співпраця з лінцьким клубом продовжилася.

## Досягнення
- Володар кубка Австрії: 2013

## Виступи в єврокубках
| Сезон   | Змагання         | Раунд         | Клуб         | Вдома | В гостях | За сумою двох матчів |
| ------- | ---------------- | ------------- | ------------ | ----- | -------- | -------------------- |
| 2013-14 | Ліга Європи УЄФА | Раунд плей-оф | Ештуріл-Прая | 1-2   | 0-2      | 1-4                  |